# 臺灣俚諺集覽
《臺灣俚諺集覽》（白話字：Tâi-oân Lí-gān Chi̍p-lám、臺羅：Tâi-uân Lí-gān Tsi̍p-lám）是臺灣日治時期由臺灣總督府學務部主導，平澤平七主編、小川尚義校閱，並於1914年成書的一本臺灣臺語俗諺集冊。

## 内容主旨
本書收錄諸多盛行於當時臺灣民間的臺語泉州話及漳州話俚、諺語，其內容含括日常通用語、成語、故事、民俗傳說、行話及詼諧語等，約四千三百餘條，細分為天文地理、神佛、命運、國家、人倫、道德等等二十篇。俚諺語以閩南語廈門音為標準，於臺語漢字旁以臺灣語假名表記其發音，亦視情況翻譯其內涵、解說或標記出處等，有時亦與日語俚諺相互對照。檢索方面，則依照俚諺語之五十音順序進行編排。

## 外部連結
- 台灣俚諺集覽 平澤平七 1914 （页面存档备份，存于）
- 臺灣俚諺集覽--臺灣華文電子書庫 （页面存档备份，存于）